# José da Costa e Silva
José da Costa e Silva (* 25. Juli 1747 in Vila Franca de Xira; † 21. März 1819 in Rio de Janeiro) war ein portugiesischer Architekt.

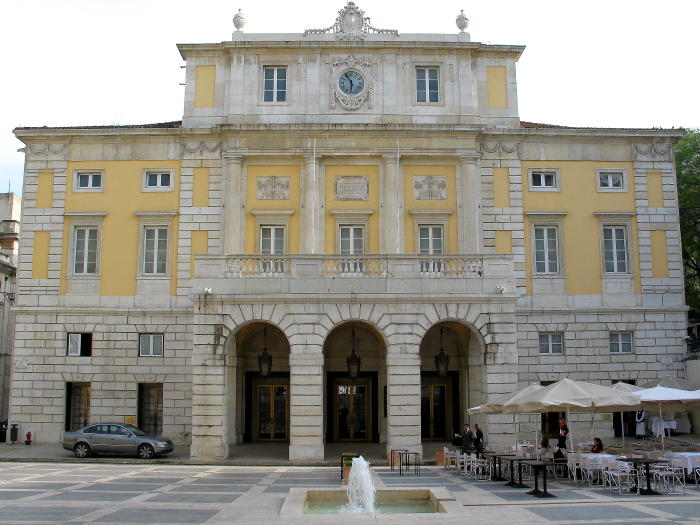
Die Oper Teatro Nacional São Carlos

## Leben
Nach dem Architektur- und Zeichenstudium in Lissabon ging er 1769 nach Bologna. Nach seiner Rückkehr 1780 arbeitete er als Architekt. Seine vornehmlich im Raum Lissabon entstandenen Gebäude sind dem Klassizismus zuzuordnen.
1781 wurde er Hochschullehrer für Architektur und Zeichnen.
1807 ging er mit dem portugiesischen Königshof, auf der Flucht vor den napoleonischen Invasionstruppen, ins brasilianische Rio de Janeiro, wo er 1819 starb.

## Werke (Auswahl)

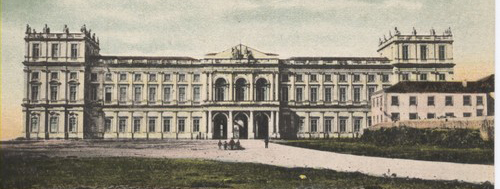
Der Palácio Nacional da Ajuda in Lissabon

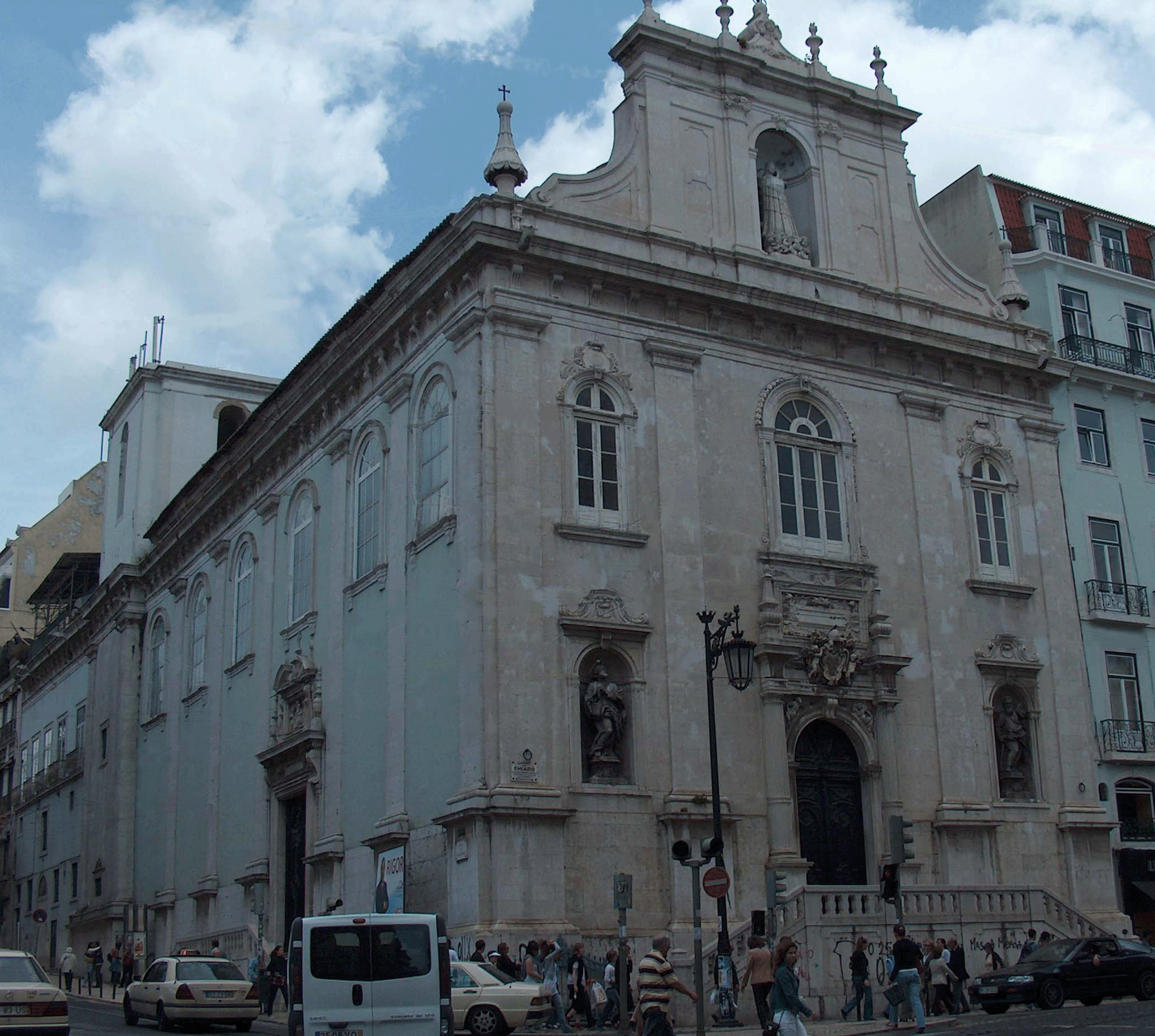
Die Igreja do Loreto, im Lissabonner Chiado-Viertel

- Basílica da Estrela (1790)
- Igreja do Loreto (1791)
- Teatro Nacional São Carlos (1792)
- Hospital de Runa (1792)
- Palácio Nacional da Ajuda (1802)